# Dunit

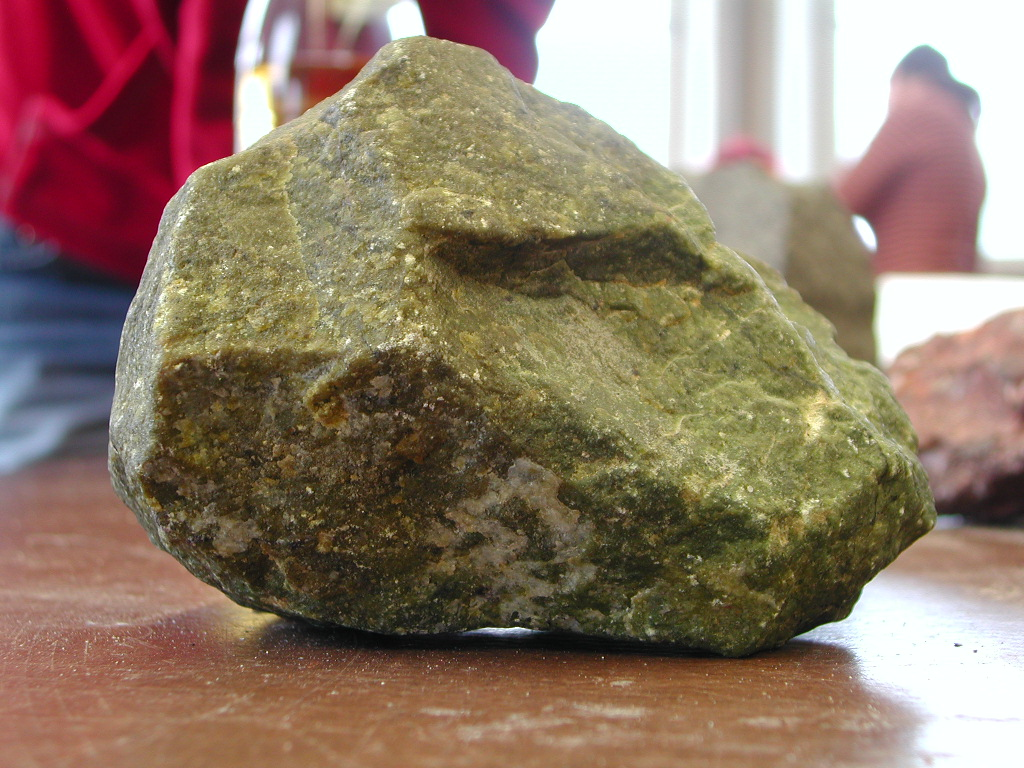
Dunit-Knolle

Dunit ist ein relativ seltenes, extrem verarmtes ultramafisches Mantelgestein aus der Gruppe der Peridotite.

## Etymologie und Typlokalität
Benannt wurde Dunit von dem österreichischen Geologen Ferdinand von Hochstetter im Jahre 1864 nach der Typlokalität Dun Mountain bei Nelson in Neuseeland. Hochstetter schrieb dazu: „Nur am Dun Mountain selbst tritt ein sehr auffallendes Gestein auf, für welches ein besonderer Name gerechtfertigt erscheint, und das ich deshalb als Dunit bezeichne.“ Der Gebirgszug des Dun Mountain ist Teil eines ultramafischen Gürtels, der durch die Alpine Fault um 600 km rechtsseitig versetzt wird.

## Mineralbestand

Dreiecksdiagramm Olivin-Orthopyroxen-Klinopyroxen mit dem Dunit-Feld hervorgehoben in grün

Definitionsgemäß bestehen die meist grobkörnigen (Korngröße 0,3 – 38 mm), phaneritischen Dunite zu mindestens 90 Volumenprozent aus dem Inselsilikat Olivin, im Unterschied zu den anderen Peridotiten, die nur 40 bis 90 Volumenprozent Olivin aufweisen. Feinkörnige Varianten sind jedoch auch bekannt. Auf Grund ihrer Olivinvormacht können Dunite als nahezu monomineralische Gesteine betrachtet werden. Der Olivin besitzt hierbei einen Forsteritgehalt, der sich generell zwischen 89 und 93 % bewegt und großteils 90 % überschreitet (Fo90 und höher). Minimalwerte können bis 82 % herabreichen. Restitische Dunite sind Magnesium-reicher und führen Fo93-95, Kumulatdunite hingegen reichern Eisen an, ihre Olivine haben somit Fo87 - 90.
Weitere charakteristische Nebenbestandteile sind Ortho- und Klinopyroxen (häufig Chromdiopsid) mit 5 bis 1 Volumenprozent sowie die Oxide Chromit, Ilmenit und Rutil. Orthopyroxen und Klinopyroxen besitzen recht hohe Magnesiumzahlen Mg# von 0,9 bis 0,93. Gelegentlich treten auch noch interstitieller Plagioklas (Labradorit), der Granat Chrompyrop sowie Spinell (Chromspinell) hinzu. Chromspinell kann interstitiell oder als poikilitische Einschlüsse auftreten und in seltenen Fällen modal bis zu 4 % erreichen. In einigen Duniten wurden bis zu 15 cm große Forsteritkristalle angetroffen.
In Dunitknollen liegt manchmal interstitielles Glas vor, das offensichtlich vom ummantelnden Vulkangestein injiziert wurde.
Auch Spuren von Wasser können in Duniten gegenwärtig sein, meist in Form von Amphibol (Pargasit), Phlogopit oder als Chlorit, Tremolit oder Talk. Gaseinschlüsse in Olivinen sind ebenfalls zu beobachten, hierbei handelt es sich meist um Kohlendioxid.
Aufgrund seines Mineralbestandes hat Dunit eine grasgrüne Farbe, durch die intensive Verwitterung von Olivin mit anschließender  Limonitisierung an der Luft nimmt das Gestein eine ockergelbe bis rotbräunliche Farbe an.
Als Beispiel für den modalen Mineralbestand sei der Dunit des Great Dyke in Simbabwe herausgegriffen: er führt 93 Volumenprozent Olivin, 3 Vol.-% Orthopyroxen, 3 Vol.-% an Chromit und Chromspinell sowie 1 Vol.-% Eisen-Titan-Erze.

## Gefüge
Dunite zeigen porphyroklastische und körnige Gefüge. Die porphyroklastischen, relativ grobkörnigen (Korngröße 0,5 – 13 mm) Olivine werden in ersterem von wesentlich feinkörnigeren (Korngröße 0,025 – 1 mm), neuentstandenen Olivin-Neoblasten und gelegentlichen Oxidresten umringt. Die Porphyroklasten werden meist intensiv von Spaltrissen durchzogen, die Neoblasten sind jedoch frisch und unverändert. Abgesehen von Orthopyroxen haben sämtliche anderen Akzessorien entweder an Olivinkorngrenzen oder an Gefügebruchstellen als Amöboide kristallisiert. Die körnigen Gefüge sind gleichkörnig und besitzen Mosaiktextur. Sehr häufig werden auch tektonisch stark beanspruchte Gefüge angetroffen. Die Olivinporphyroklasten zeigen dann Brüche und Deformationslamellen.

### Serpentinisierung
Entlang der Spaltrisse in den Olivinporphyroklasten kann die Serpentinisierung gut voranschreiten. Auch Neoblasten bleiben von ihr nicht verschont, sie werden von ihren Korngrenzen aus angegriffen. Innerhalb des sich neubildenden Serpentins (oft Antigorit) entstehen gleichzeitig Sulfidminerale und Magnetit.

## Chemische Zusammensetzung
Zur Veranschaulichung die durchschnittliche chemische Zusammensetzung von Duniten basierend auf 93 Analysen, die Zusammensetzung des Great Dyke, eines Amphibol-Dunits von Zabargad, sowie die Normierung der Durchschnittswerte:
| Oxid  | Durchschnitt | Great Dyke | Zabargad | CIPW-Norm | Prozent |
| ----- | ------------ | ---------- | -------- | --------- | ------- |
| SiO2  | 41,04        | 39,12      | 41,99    | Q         | 0       |
| TiO2  | 0,10         |            | 0,06     | C         | 0,80    |
| Al2O3 | 1,95         | 1,77       | 1,53     | Or        | 0,47    |
| Fe2O3 | 3,85         | 0,22       |          | Ab        | 1,69    |
| FeO   | 10,05        | 10,21      | 8,50     | An        | 1,17    |
| MnO   | 0,76         | 0,16       |          | Hy        | 14,48   |
| MgO   | 40,66        | 45,88      | 41,92    | Ol        | 67,38   |
| CaO   | 1,08         | 0,96       | 3,39     | Mt        | 5,20    |
| Na2O  | 0,21         | 0,09       | 0,27     | Il        | 0,18    |
| K2O   | 0,09         | 0,16       |          | Ap        | 0,47    |
| P2O5  | 0,21         |            | 0,68     |           |         |
| Mg#   | 0,87         | 0,91       | 0,90     |           |         |

Dunite sind somit extrem Olivin-normative, Quarz-untersättigte Gesteine. Sie sind überdies Hypersthen- und geringfügig Korund-normativ.
Ihre Magnesiumzahl Mg# mit Werten um 0,9 ist sehr hoch. Die Chromzahl Cr# ist sehr variabel und kann sich von 0,2 bis 0,95 bewegen. Ophiolitdunite besitzen ein Cr# von 0,2 bis 0,9, wohingegen Kumulatdunite beispielsweise aus Hawaiʻi  einen wesentlich engeren Bereich von 0,4 bis 0,6 aufweisen. Kumulatdunite der Magmatischen Großprovinzen (z. B. Karoo) verzeichnen 0,65 bis 0,95. Die höchsten Werte veranschlagen jedoch Xenolithknollen von Mantelduniten mit 0,95 bis nahezu 1.
Die Werte von NiO sind generell sehr hoch und schwanken zwischen 0,15 und 0,40 Gewichtsprozent. Auch in diesem Fall erzielen die Manteldunite erneut die höchsten Werte (um 0,4 Gew. %).

## Alteration
Beim Aufstieg in seichte Krustenbereiche durchlaufen Dunite eine retrograde Metamorphose, in Oberflächennähe ist ihr Mineralbestand thermodynamisch instabil und die Gesteine serpentinitisieren. Einmal an der Erdoberfläche angelangt verwittern ihre mafischen Minerale sehr schnell.

## Vorkommen
Zusammen mit anderen Peridotiten ist Dunit ein typisches Gestein des Oberen Erdmantels und bis 400 Kilometer Tiefe stabil. Dunitknollen, die im Zuge vulkanischer Aktivität als Xenolithe zur Erdoberfläche befördert und z. B. als vulkanische Bomben (auch als Olivinbombe bezeichnet) ausgeworfen wurden, finden sich in Deutschland in der Vulkaneifel und im Kaiserstuhl. Wirtsgesteine sind hier insbesondere Glieder der Alkalibasalt-Basanit-Nephelinit-Reihe, deren Magmen sehr reich an gelösten Gasen sind.
Dunitgesteine sind ebenfalls mit obduziertem Material im Bereich von Subduktionszonen (so beispielsweise im zentralen Troodos-Gebirge in Zypern) vergesellschaftet. Auch in Akkretionskeilen sind sie gegenwärtig  (z. B. tiefere Sohlen der Steinbrüche bei Kraubath an der Mur, Steiermark). Dunite werden auch in alpinen Peridotitmassiven angetroffen, welche als Teil von Mantelspänen während der Kontinentalkollision ins Orogen inkorporiert wurden.

## Auftreten
Dunite sind meist schichtig bzw. lagig (Kumulatslagen) anzutreffen und mit anderen Mantelperidotiten und Ultramafiten vergesellschaftet, gewöhnlich Harzburgit und Lherzolith, aber auch Assoziationen mit Wehrlit, Websterit, Chromitit,  Gabbro, Basalt und Serpentinitmelange sind bekannt. Dunit kann auch Gänge bilden, beispielsweise in Harzburgit, die meist gefaltet sind. Bei weiterer tektonischer Beanspruchung wird das Gestein zerschert und liegt dann als Scherlinsen (Phakoide) im Wirtsgestein vor.

## Entstehung

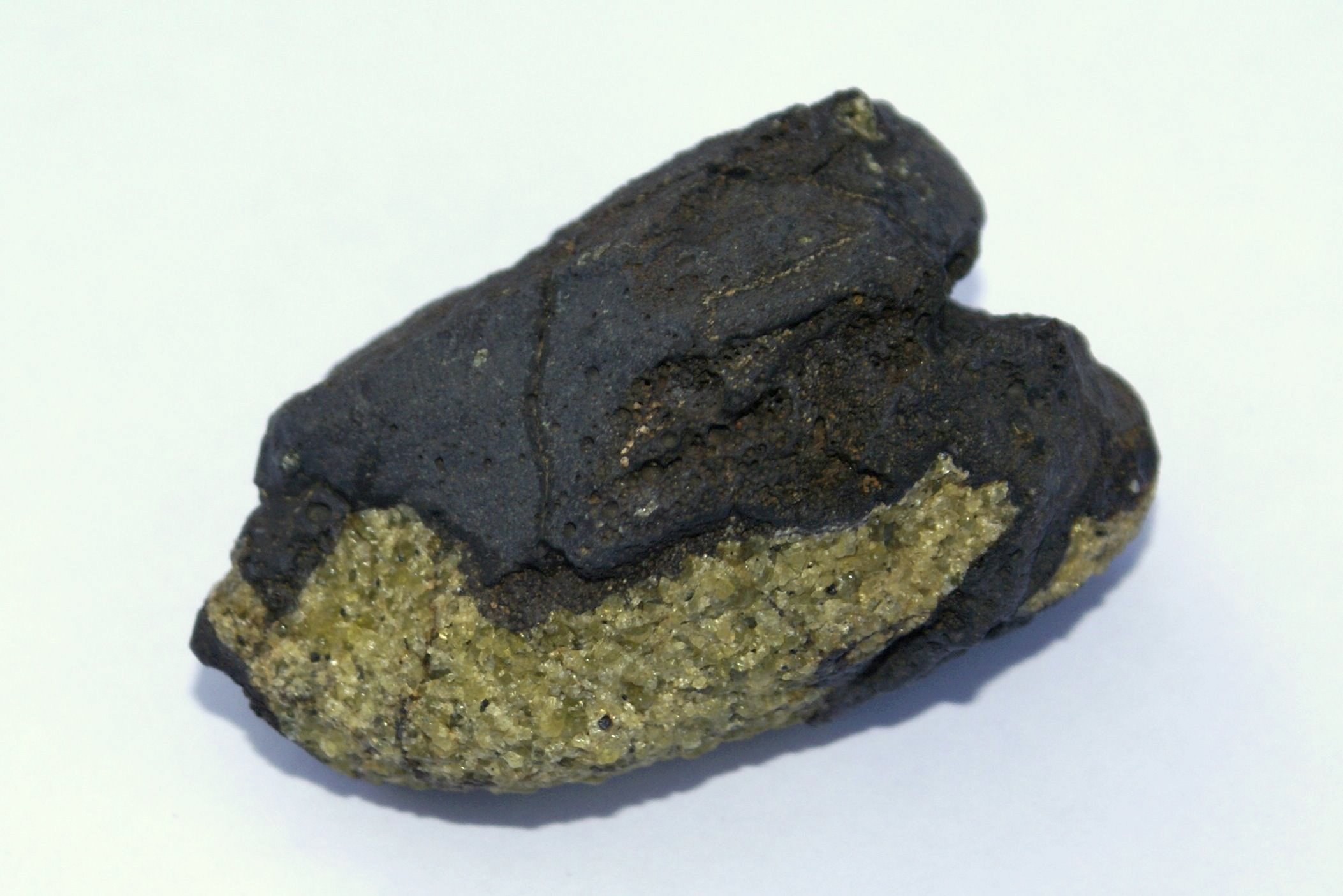
Vulkanische Bombe aus schwarzem Basanit mit eingeschlossenem Dunitfragment

Zur Entstehung von Duniten bestehen mehrere Erklärungen:
- Sie können einmal als restitische Gesteine angesehen werden, welche bei der Absonderung von basaltischen Schmelzen im Oberen Erdmantel zurückblieben. Die partielle Aufschmelzrate war hierbei sehr hoch. Beispiel hierfür sind basale Dunite in Ophiolithfolgen. Diese residuellen Dunite sind erkennbar an ihrer sehr hohen Magnesiumzahl, Chrom-reichem Olivin, Chrom-reichem Spinell und Magnesium-reichem Pyroxen. Sie sind sehr verarmt an Kalzium- und Aluminium-reichen Phasen.

Mit Kimberliten zu Tage geförderte Xenolithen zeigen eine Abfolge von Granatlherzolith über Granatharzburgit und Harzburgit hin zu Duniten. Hierbei lässt sich eine zunehmende Abreicherung der Elemente Al, Ca, Ti, Na und K sowie eine stetige Zunahme der Magnesiumzahl und der Chromzahl beobachten.
- Eine weitere Bildungsmöglichkeit bemittelt die Einwirkung von silikatischen Schmelzen auf Lherzolite und Harzburgite des Oberen Mantels, wobei Orthopyroxene des Ausgangsgesteins herausgelöst werden und folglich ein sukzessiv an Olivin angereichertes Restgestein zurückbleibt.
- Auch die kumulative Absonderung in basaltischen oder pikritischen Magmenkammern kann als Entstehungsmodell für Dunite herangezogen werden. Hierbei sinken neugebildete Olivinkristalle gravitativ zum Boden der Magmenkammer. Es entstehen so mächtige Lagen von Kumulatduniten in so genannten Geschichteten Intrusionen (engl. layered intrusions), welche mit Kumulatlagen von Wehrlit, Olivinpyroxenit, Harzburgit und sogar Chromitit assoziiert sind. Kumulatdunite kommen in Vergesellschaftung von Wehrlit, Pyroxenit und Gabbro auch in Ophiolithen vor.

Hier herein fallen die recht eisenreichen Kumulatdunite, die sich nach metasomatischer Veränderung der in Frage kommenden Ausgangs-Mantelgesteine unter Magmatischen Großprovinzen wie z. B. dem Karoo des Kaapvaal-Kratons gebildet haben.
Partielles Aufschmelzen und Kumulatabsonderung führen oft zu einer Abfolge von Dunit an der Basis mit darüberfolgendem Harzburgit und schließlich Orthopyroxenit. Im Gegensatz zu Residualduniten können Kumulatdunite jedoch durchaus Magnesium-ärmere Olivine und Pyroxene sowie Chrom-ärmere Spinelle als die darüberfolgenden Harzburgite und Orthopyroxenite vorweisen. Als Beispiel hierfür möge die kryptische Lagerung im Bushveld- und im Stillwaterkomplex dienen.
- Eine etwas andere Variante sieht Dunite als Absonderungsprodukt von Pikriten oder Tholeiiten in vulkanischen Magmenkammern. Als Beispiel dient der Koʻolau-Schildvulkan auf Oʻahu, der in seinem Zentralbereich Dunitbomben aus relativ geringer Tiefe gefördert hat (Unterste Ozeanische Kruste bzw. oberster Erdmantel).

## Verwendung
Dunite sind aufgrund ihrer stellenweisen Anreicherung von Schwermetallen, insbesondere der Platingruppe sowie der Platinmetalle, und ihrer erhöhten Konzentrationen an Chromit und Magnetit wertvolle Rohstoffträger für Chrom, Gold, Iridium, Nickel, Osmium, Palladium, Platin, Rhodium und Ruthenium.

## Fundstellen

### AnSpreizungszentren
- Kanada – Bay-of-Islands-Ophiolith (Neufundland) – Ordovizium[12]

### AnTransformstörungenund assoziierten Verwerfungszonen (engl.fracture zones)
- Vereinigte Staaten
  - Washington – Ingalls Ophiolithkomplex[13] – Mittlerer bis Oberer Jura

### In alpinen Peridotiten (Alpidische-Orogenese-Kontext)
- Frankreich – Étang de Lers (Pyrenäen) – Unterkreide
- Italien
  - Balmuccia-Peridotitmassif
  - Ivrea-Zone
- Marokko – Beni Bousera (Rif)
- Österreich
  - Kraubath an der Mur
  - Hochgrößen (serpentinitisiert)
  - Lärchkogel bei Hohentauern, Trieben – alle Paläozoikum
- Schweiz – Finero-Peridotit[14]
- Spanien – Ronda-Massif (Betiden) – Miozän

### In geschichteten Intrusionen
- Deutschland – Harzburger Gabbro
- Grönland – Skaergaard-Intrusion (Eozän)
- Kanada (Nunavut) – Muskox-Intrusion (Proterozoikum)
- Schottland – Rhum
- Simbabwe – Great Dyke (Proterozoikum)
- Südafrika – Bushveld-Komplex (Proterozoikum)
- Vereinigte Staaten
  - New Jersey – Palisades-Lagergang (Trias)
  - Montana – Stillwater-Komplex (Proterozoikum)

### In Ophiolithen (Subduktionskontext)
- Griechenland – Othris-Ophiolith
- Italien – Malenco-Ophiolith – Perm
- Japan – Horoman-Peridotit (Hokkaidō)
- Oman – Samail-Ophiolith
- Pakistan – Bela-Ophiolith[15]
- Tibet
  - Luobusa-Ophiolith
  - Xigazê-Ophiolith der Tethys[16]
- Türkei
  - Amanos Dağları (Kızıldağ – Oberkreide)
  - Mersin-Ophiolith
- Vereinigte Staaten
  - Bell Pass Melange mit Twin-Sisters-Dunit (Washington)
  - Canyon-Mountain-Ophiolith (Oregon)
  - Trinity-Ophiolith
- Zypern – Troodos-Gebirge

Rift-Assoziation:
- Ägypten – Zabargad

### Als Einschlüsse in Vulkanbomben
- Deutschland – Kaiserstuhl, Vulkaneifel – Dreiser Weiher
- Jordanien – Shamah-Basaltplateau[17]
- Saudi-Arabien – Harrat al Kishb (Spinelldunite)[18]
- Südafrika – Kimberlite von Kimberley – Neoarchaikum, Unterjura
- Vereinigte Staaten
  - Hawaiʻi (Hawaiʻi – Kilauea[19], Oʻahu – Koʻolau – Pleistozän, Kama‘ehuakanaloa)
  - New Mexico – Navajo Volcanic Field

### In Ultramafiten generell
- Kanada – Tulameen
- Neukaledonien – Massif du Sud
- Neuseeland
  - Anita Bay
  - Dun Mountain – Perm
  - Red Mountain
- Norwegen – Oberes Allochthon der Kaledoniden
- Schottland – Skye
- Vereinigte Staaten (Alaska) – Duke Island und Percy Island